# Concert du nouvel an 1959 à Vienne
Le concert du nouvel an 1959 de l'orchestre philharmonique de Vienne, qui a lieu le 1er janvier 1959, est le 19e concert du nouvel an donné au Musikverein, à Vienne, en Autriche. Il est dirigé pour la 5e fois consécutive par le chef d'orchestre autrichien Willi Boskovsky.
Johann Strauss II y est toujours le compositeur principal, mais son frère Josef est représenté avec cinq pièces, et leur père Johann clôt le concert avec sa célèbre Marche de Radetzky.
Pour la troisième fois, il n'y aucune nouvelle pièce au programme de ce concert.

## Programme

### Première partie
1. Johann Strauss II : Morgenblätter, valse op.279
2. Josef Strauss : Moulinet-Polka, polka française, op. 57
3. Johann Strauss II : Banditen-Galopp, galop, op. 378
4. Josef Strauss : Sphärenklänge, valse, op. 235
5. Josef Strauss : Die Libelle, polka-mazurka, op. 204

### Deuxième partie
1. Johann Strauss II : ouverture de l'opérette La Chauve-Souris
2. Josef Strauss : Mein Lebenslauf ist Lieb' und Lust, valse, op. 263
3. Johann Strauss II : Annen-Polka, polka, op. 117
4. Josef Strauss : Jokey-Polka, polka rapide, op. 278
5. Johann Strauss II : Histoires de la forêt viennoise, valse, op. 325
6. Johann Strauss II, Joseph Strauss : Pizzicato-Polka, polka
7. Johann Strauss II : Vergnügungszug, polka rapide, op. 281

### Rappels
1. Johann Strauss II : Éljen a Magyar!, polka rapide, op. 332
2. Johann Strauss II : Le Beau Danube bleu, valse, op. 314
3. Johann Strauss : Marche de Radetzky, marche, op. 228

Les compositeurs joués
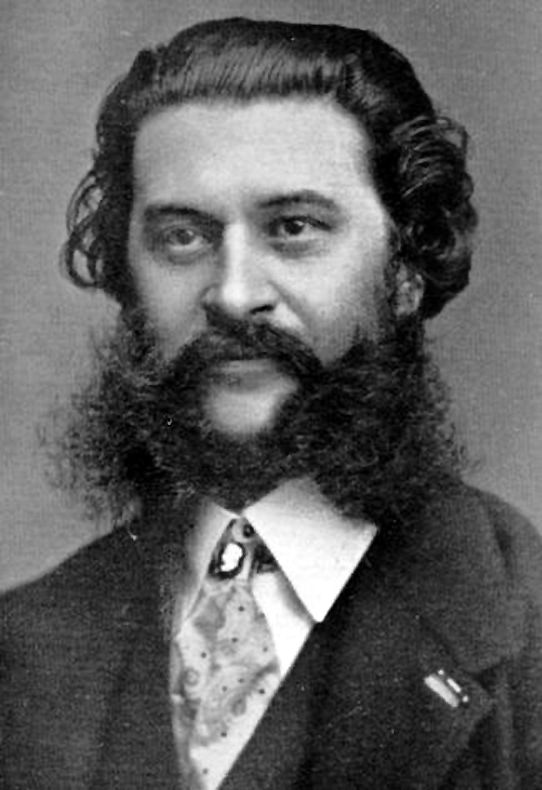
Johann Strauss (fils)
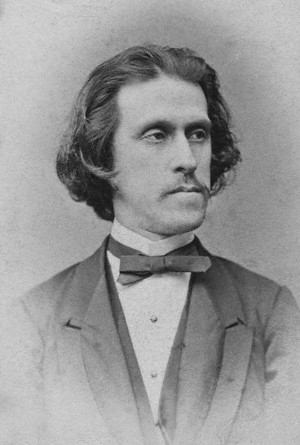
Josef Strauss
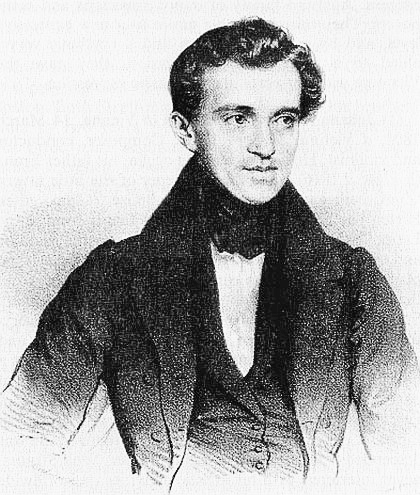
Johann Strauss (père)